# Santa Marta
Santa Marta (španska izgovarjava: [ˌsanta ˈmaɾta]), uradno Distrito Turístico, Cultural e Histórico de Santa Marta (Turistično, kulturno in zgodovinsko okrožje Santa Marta), je mesto na obali Karibskega morja v severni Kolumbiji. Je glavno mesto departmaja Magdalena in četrto največje mestno mesto v karibski regiji Kolumbije, za Barranquillajem, Cartageno in Soledadom. 29. julija 1525 ga je ustanovil španski osvajalec Rodrigo de Bastidas in je bilo prvo špansko naselje v Kolumbiji, njeno najstarejše kolonialno mesto in drugo najstarejše kolonialno mesto v Južni Ameriki. To mesto leži v zalivu z istim imenom in kot tako je glavna turistična destinacija v karibski regiji.

## Zgodovina

### Preskolumbovsko obdobje
Pred prihodom Evropejcev so južnoameriško celino naselile številne avtohtone skupine. Zaradi kombinacije tropskega vremena, znatnih padavin ter uničenja in napačne predstavitve številnih zapisov s strani španskih konkvistadorjev je naše razumevanje ljudstev te regije omejeno.
Kultura Tairona (predkolumbovska kultura Kolumbije, ki je bila sestavljena iz skupine poglavarstva v regiji Sierra Nevada de Santa Marta, ki sega vsaj v 1. st. n. št. in je imela precejšnjo demografsko rast okoli 11. stoletja) je oblikovala srednje do velika populacijska središča, sestavljena iz kamnitih poti, teras, zaščitenih vodnih poti in prostorov, namenjenih kmetijskim pridelkom. Njihovo gospodarstvo je bilo predvsem kmetijstvo, gojenje koruze, ananasa, juke in drugih lokalnih živil. Taironi veljajo za precej napredne za svoje obdobje. Preživela arheološka najdišča so sestavljala oblikovane terase in manjše podzemne kamnite kanale. Znano je bilo tudi, da so aktivno zbirali in predelovali sol, ki je bila pomembna trgovska dobrina. Vemo, da so trgovali z drugimi staroselskimi skupinami ob obali in v notranjosti. Arheološka izkopavanja so odkrila pomembne predmete iz keramike, kamnoseštva in zlata.

## Geografija
Santa Marta je v zalivu Santa Marta v Karibskem morju v departmaju Magdalena. Od Bogote je oddaljena 992 km, od Barranquilla pa 93 km. Na severu in zahodu meji na Karibe, na jugu pa na občini Aracataca in Ciénaga.
Občina Santa Marta ima 515.717 prebivalcev, od tega 499.249 prebivalcev v mestnem delu (cabecera municipal) občine. 716.569 ljudi živi v metropolitanski regiji (od leta 2019).

### Podnebje
Santa Marta doživlja vroče polsušno podnebje (Köppen BSh) z večinoma enakimi temperaturami skozi vse leto. Suha sezona traja od decembra do aprila, medtem ko mokra sezona traja od maja do novembra.

## Gospodarstvo
Gospodarstvo Santa Marte temelji na turizmu, trgovini, pristaniških dejavnostih, ribištvu in kmetijstvu, v tem vrstnem redu. Glavni kmetijski proizvodi so: banane, kava, kakav in kasava.
Mesto je znano po svojih turističnih dejavnostih, zgodovini svojih ulic in plažah. Letovišče El Rodadero je ena glavnih destinacij na kolumbijskih Karibih. Njegovo mestno območje je med Sierra Nevada de Santa Marta in Karibskim morjem, park Tayrona pa je pod njegovo jurisdikcijo. Med njegove kulturne in zgodovinske znamenitosti so Casa de la Aduana, bazilika stolnica Santa Marta, knjižnica Banco de la República, semenišče San Juan Nepomuceno, Paseo Bastidas, Quinta Saint Pedro Alejandrino, Plaza de Bolívar in park Los Novios.
Santa Marta je glavno pristanišče. Mednarodno letališče Simon Bolivar (IATA: SMR) je 16 km oddaljeno od središča mesta. Tu je umrl zgodovinski lik Simon Bolivar, kar je pomemben dogodek za celotno Južno Ameriko. Njegova vila, znana kot La Quinta de San Pedro Alejandrino, je tik izven središča mesta. Ker je glavno mestno središče blizu obale, je imelo samo mesto težave z nadzorom širitve. Čeprav je tehnično ločeno območje, se Rodadero pogosto šteje za del same Santa Marte.
- Quinta de San Pedro Alejandrino v Santa Marta
- Casa de la Aduana in Alcapulca
- Kip Rodrigo de Bastidas
- Rodadero, Santa Marta
- Rodadero akvarij
- Tradicionalna hiša v Santa Marti
- Svetilnik v zalivu Santa Marta
- Otok El Morro pred obalo Santa Marta
- Pristanišče Santa Marta
- Narodni naravni park Tayrona
- Stolnica
- Notranjost stolnice
- Glavni trg

## Partnerska mesta
- # Miami Beach, Florida, ZDA[5]
- Kolumbija  Bucaramanga, departma Santander, Kolumbija[6]